# Spoorlijn Neede - Hellendoorn
De spoorlijn Neede - Hellendoorn is de voormalige spoorwegverbinding tussen Neede in Gelderland en Hellendoorn in Overijssel en werd aangelegd op kosten van de Locaalspoorweg-Maatschappij Neede-Hellendoorn en geëxploiteerd door de HSM.

## Geschiedenis
In 1905 was reeds bepaald welke route het spoor zou volgen en welke stations er aangelegd zouden worden. Op 1 mei 1910 werd de spoorlijn geopend voor reizigers.

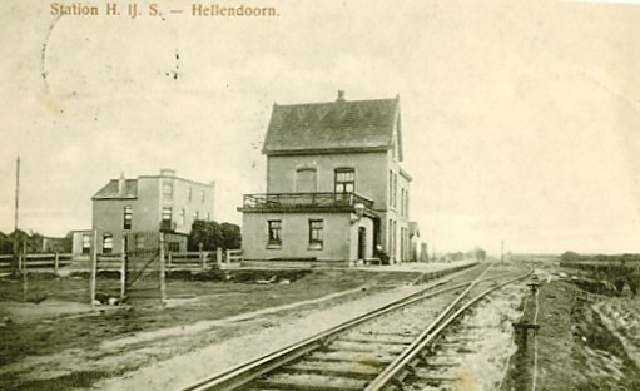
Station Hellendoorn; 1910
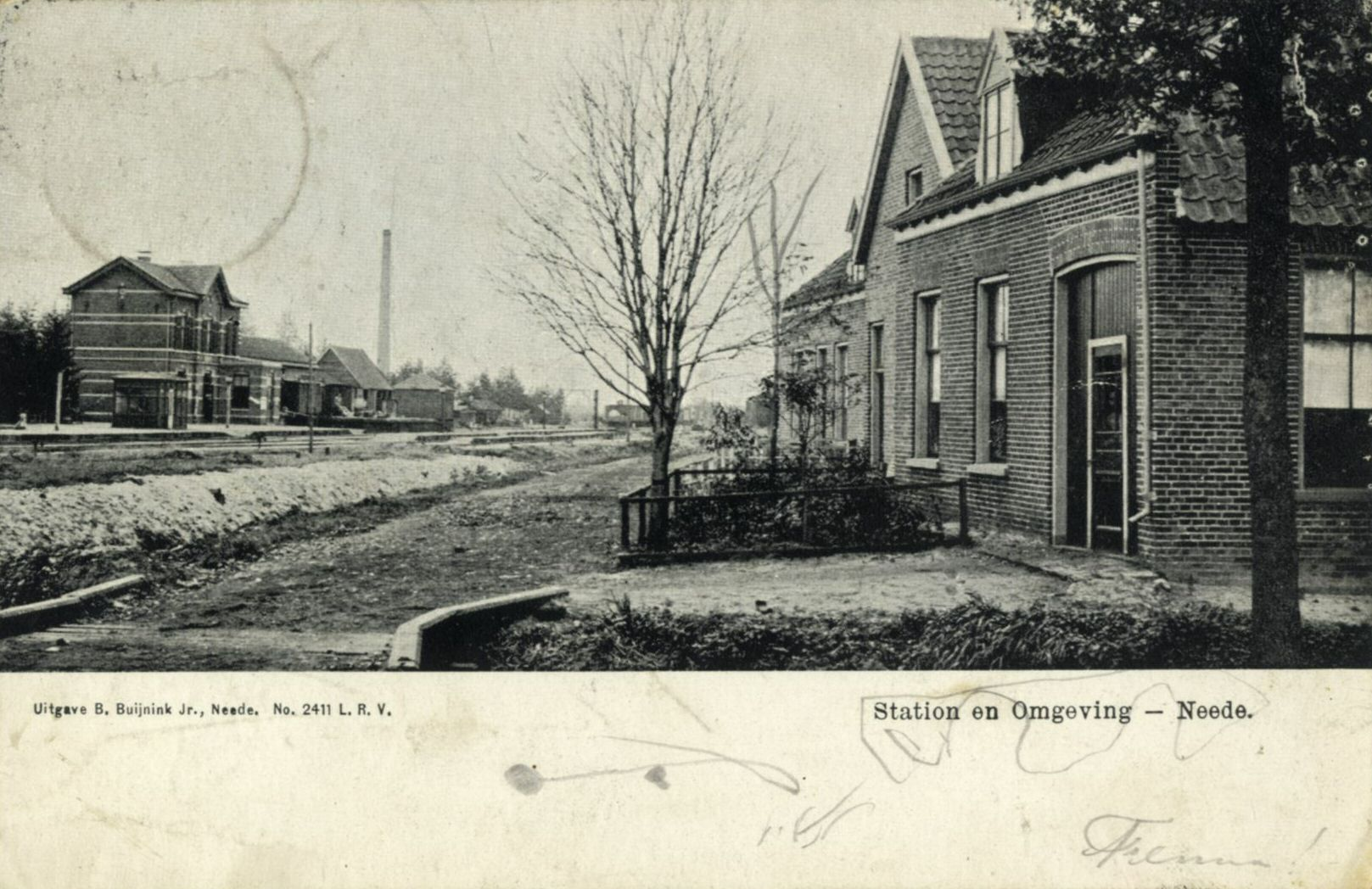
Station Neede; ca 1900-1905

### Sluiting
Direct na de opening van de lijn werd al duidelijk dat de reizigersaantallen ver onder verwachting waren. Al in 1925 werden de haltes, Kisveld, Gelselaar en Elsenerbroek gesloten voor reizigers. In 1931 volgde halte Zuna. De rest van de lijn volgde niet veel later.
De belangrijkste reden achter de sluiting van de spoorlijn was echter niet het lage reizigersaantal, maar de aanleg van het Twentekanaal dat bij Goor de spoorlijn zou kruisen. Er werd nog overwogen een spoorbrug aan te leggen, maar de kosten hiervoor waren te hoog om de onrendabele dienst te behouden. De laatste treinen reden over een dam door het reeds afgegraven kanaal, toen de treinen werden stilgelegd kon de dam worden afgebroken en was het kanaal bevaarbaar. Zo werd op 15 januari 1935, 25 jaar na de opening de rest van spoorlijn gesloten.
Dit was echter nog niet het einde van dit lijntje. Voor het vervoer van bakstenen bleef het traject Neede-Noordijk geopend. In Goor-West en Nijverdal werden enkele goederenaansluitingen van textielbedrijven nog regelmatig gebruikt. In 1972 werden deze trajecten gesloten en opgebroken.

## Route
Het beginpunt van de spoorlijn werd bepaald op het reeds bestaande emplacement in Neede. Nabij Hoonte takte de lijn af van de spoorlijn Doetinchem - Hengelo GOLS richting Kisveld en Noordijk. In Noordijk werd het station zo gepositioneerd dat een eenvoudige aansluiting gerealiseerd kon worden voor de steenfabriek Ten Cate. Ten noorden van Noordijk volgde het spoor de weg door het Noordijksche Veld en boog vervolgens af richting Diepenheim. Dit gedeelte van de route stond ter discussie, doordat de zowel de gemeenschap van Gelselaar als de gemeenschap van Markvelde de spoorlijn zo dicht mogelijk bij haar kern wilde hebben. De lijn werd uiteindelijk redelijk in het midden gesitueerd. Na het overbruggen van de Schipbeek volgde Diepenheim waar een emplacement werd gebouwd. 
Bij Goor werd de spoorlijn Zutphen - Glanerbrug gekruist en werden de sporen aan elkaar gekoppeld met een verbindingspoor. Ten noorden van station Goor West was er een aftakking naar de stoomblekerij. De spoorlijn liep globaal verder langs de weg van Goor naar Enter en had halverwege een stopplaats voor de bewoners van Elsenerbroek. Het station van Enter werd gepositioneerd nabij de doorgaande weg van Enter naar Rijssen, op de essen ten zuidwesten van het dorp. In Rijssen sloot het spoor kort aan op de spoorlijn Deventer - Almelo waarna het ten westen van het moerasgebied De Mors weer aftakt om via Zuna naar Nijverdal te gaan. In Nijverdal kruiste het spoor de spoorlijn Zwolle - Almelo, waarmee het via verbindingssporen verbonden was. Ten noorden en ten zuiden van deze verbinding waren aftakkingen voor de lokale fabrieken. Onderlangs de hellingen van de Sallandse heuvelrug leidde het spoor naar Hellendoorn waar het eindigde vlak voor de Luttenbergerweg, alwaar ook het station zich bevond. De locatie van dit station werd zo bepaald ten opzichte van het dorp dat de spoorlijn eenvoudig in noordelijke richting doorgetrokken kon worden. Deze verlenging naar Ommen, in 1888 voorzien door Jan Willink om het lokaalspoorwegnet in Achterhoek en Twente aan te sluiten op de NOLS lijn naar Stadskanaal en Delfzijl, is er nooit gekomen.

## Stations
Voor deze spoorlijn werden in 1908 zes stations gebouwd van de Standaardtypen NH 1 2 en 3, ook werden er 4 haltegebouwtjes langs de lijn gebouwd. Te Rijssen, waar de lijn Neede-Hellendoorn de spoorlijn Deventer - Almelo kruiste, werd gebruikgemaakt van het uit 1888 stammende station van het standaardtype KNLS. De stations van Goor en Nijverdal werden al door Staatsspoor bediend. In deze plaatsen werd daarom een tweede station gebouwd. Met uitzondering van Elsenerbroek waren alle stopplaatsen geschikt voor zowel personen-- als goederenvervoer.
Langs de lijn lagen de volgende stations:
| Station        | Geopend | Gesloten | Gebouw                                                        |
| -------------- | ------- | -------- | ------------------------------------------------------------- |
| Neede          | 1884    | 1937     | geen, type GOLS-groot gesloopt in 2001                        |
| Kisveld        | 1910    | 1930     | 1910, NH Haltegebouw nog aanwezig                             |
| Noordijk       | 1910    | 1930     | 1910, NH type 3 nog aanwezig                                  |
| Gelselaar      | 1910    | 1925     | 1910, NH Haltegebouw nog aanwezig, echter niet meer origineel |
| Diepenheim     | 1910    | 1935     | 1908, NH type 1 nog aanwezig                                  |
| Goor west      | 1910    | 1935     | geen, NH type 2 gesloopt eind jaren 60                        |
| Elsenerbroek   | 1910    | 1925     | geen, NH Haltegebouw gesloopt in 1975                         |
| Enter          | 1910    | 1935     | 1908, NH type 3 nog aanwezig, maar onherkenbaar verbouwd      |
| Rijssen        | 1888    | -        | 1888, Standaardtype KNLS 1e klasse nog aanwezig               |
| Zuna           | 1910    | 1931     | geen, NH Haltegebouw gesloopt in 1972                         |
| Nijverdal Zuid | 1910    | 1935     | geen, NH type 2 gesloopt in 1973                              |
| Hellendoorn    | 1910    | 1935     | geen, NH type 1 gesloopt in 1970                              |

## Restanten
Anno 2021 zijn er nog diverse restanten te vinden van de verdwenen spoorlijn:
- Aan de Kisvelderweg 2 staat het voormalige stationsgebouw van stopplaats Kisveld.
- Station Noordijk bevindt zich aan de Schoolstraat 35.
- Stopplaats Gelselaar bevindt zich aan Het Halt 1.
- Aan de Lindelaan 4 ligt station Diepenheim.
- Station Enter is te vinden aan de Stationsweg 9B0.

### Afbeeldingen

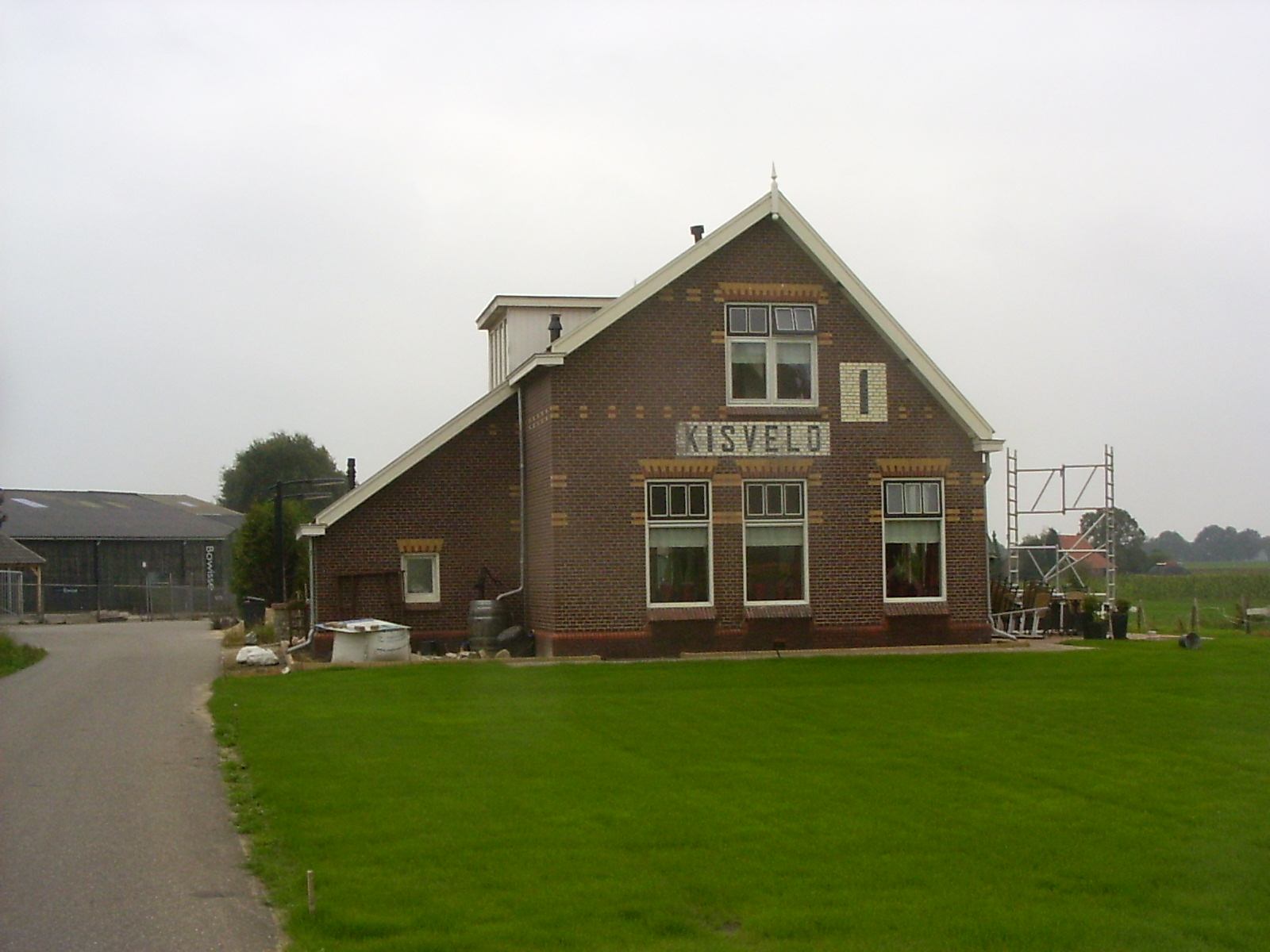
Stopplaats Kisveld; 2008
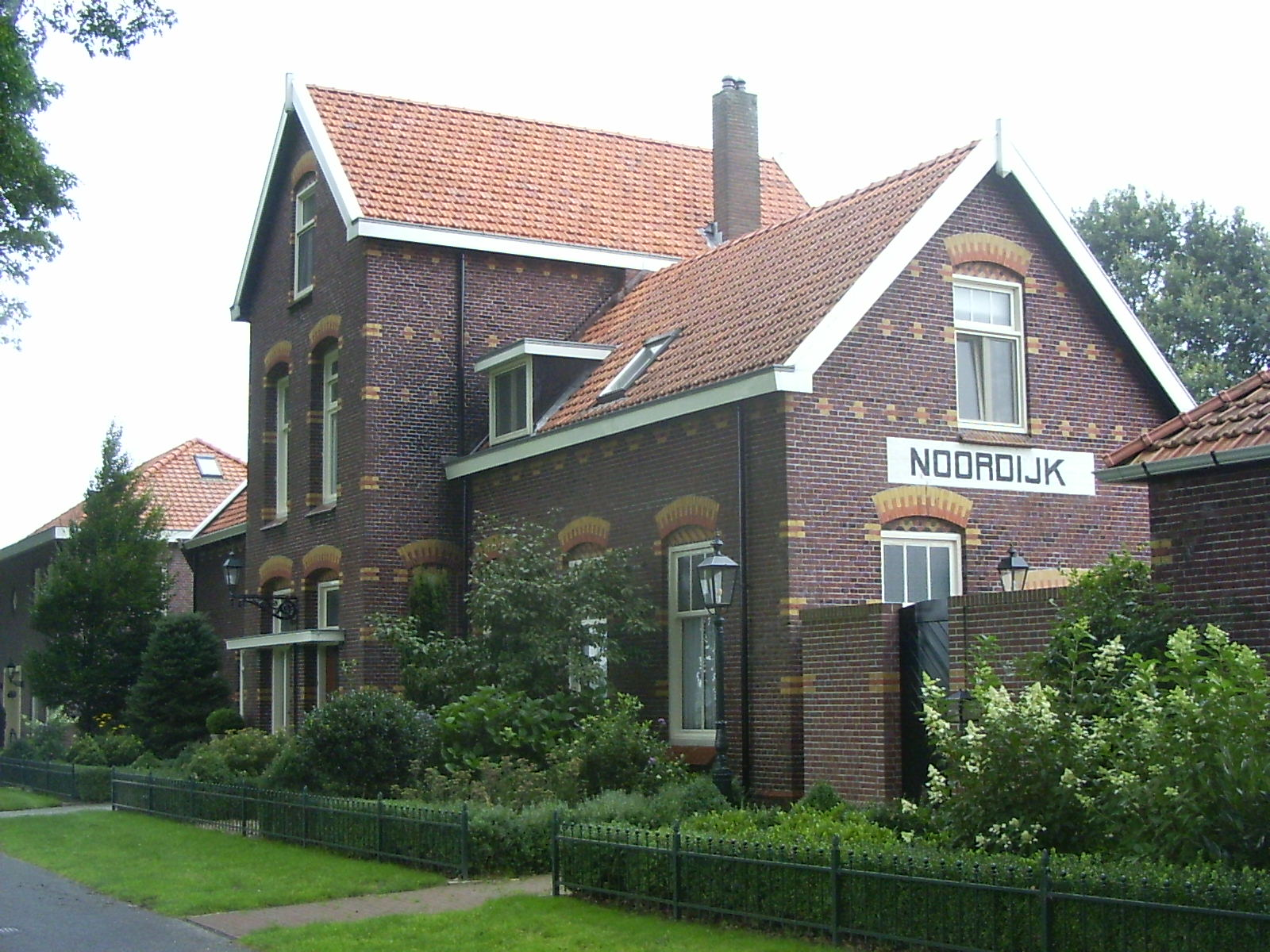
Halte Noordijk; 2008
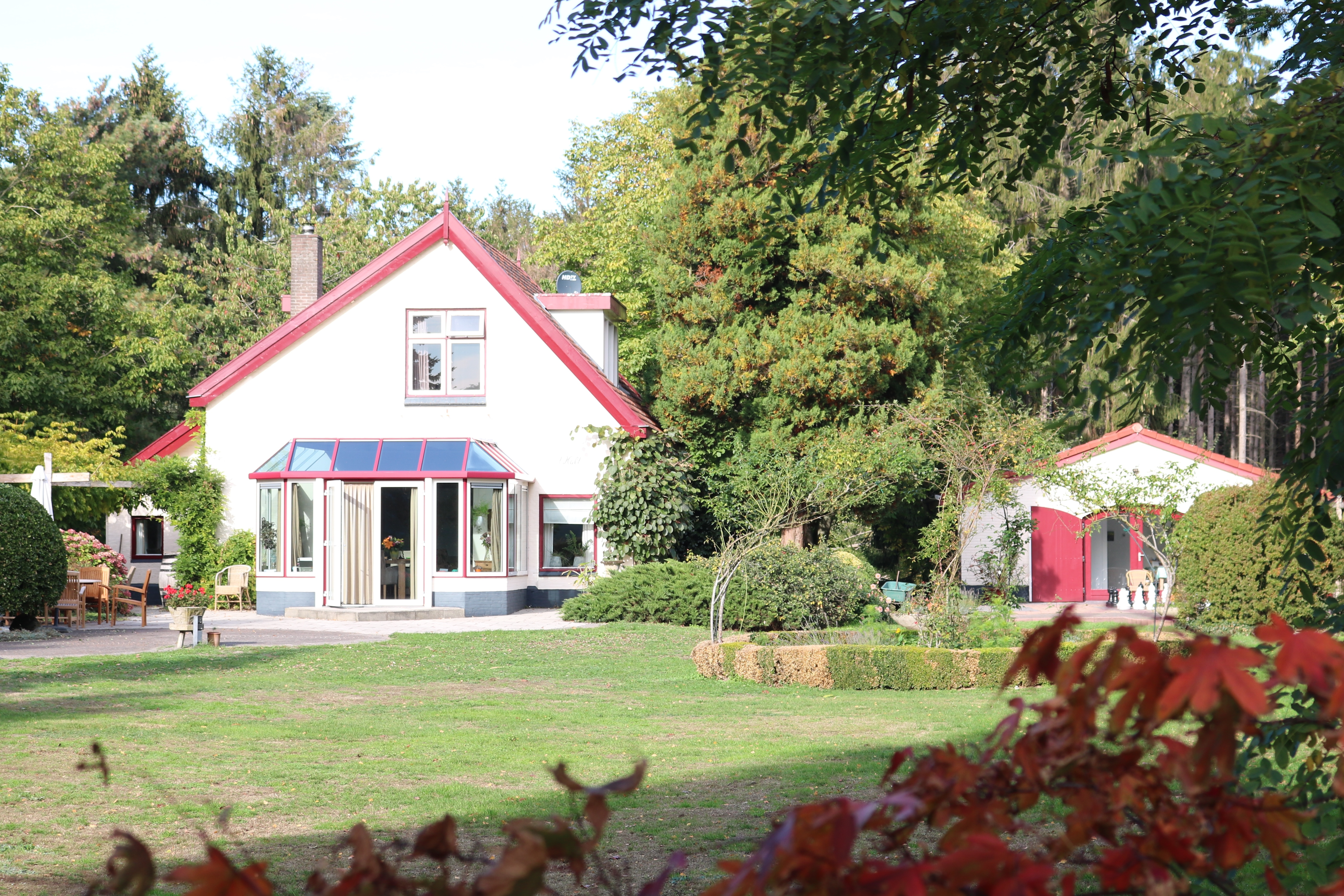
Stopplaats Gelselaar; 2018
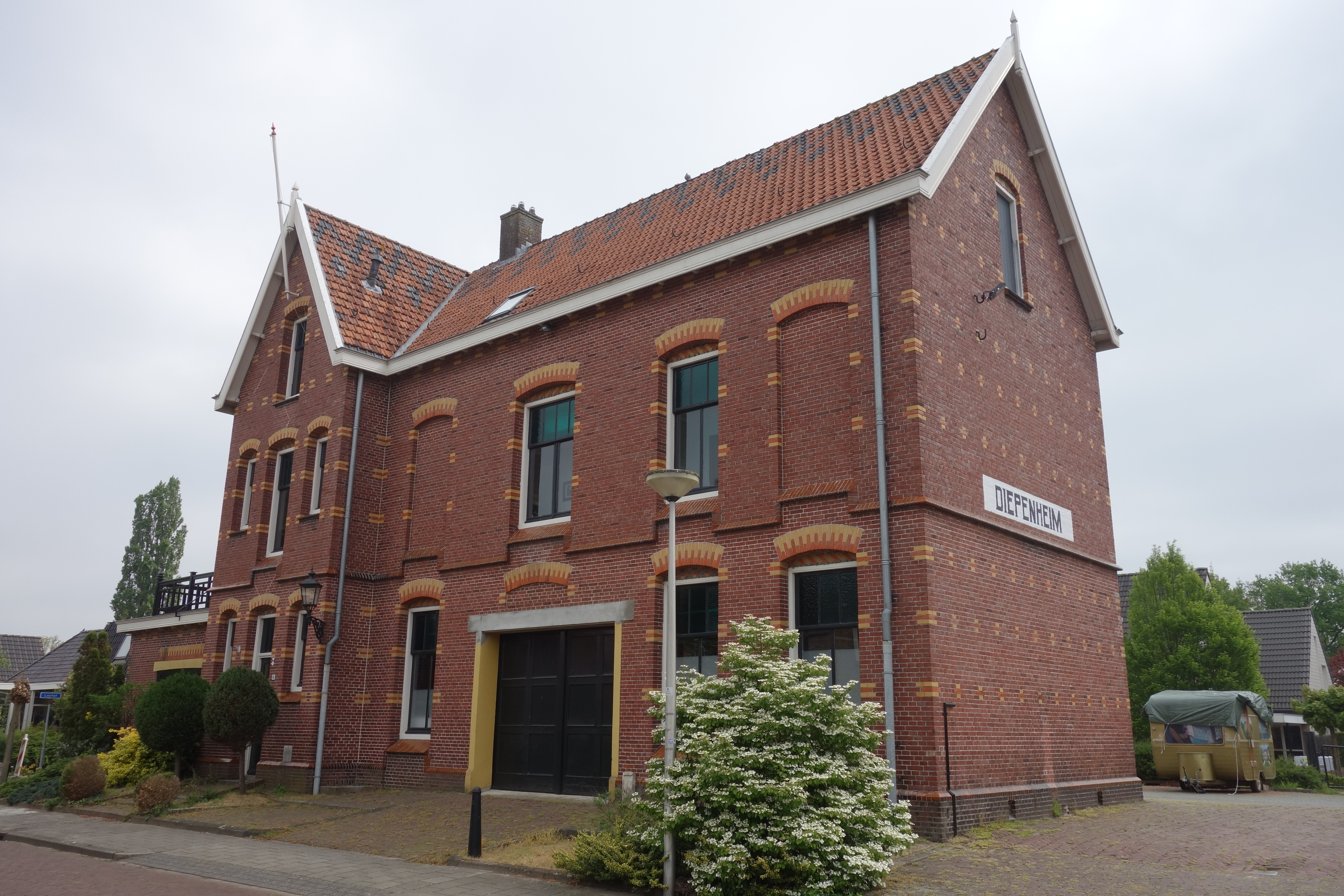
Station Diepenheim; 2019
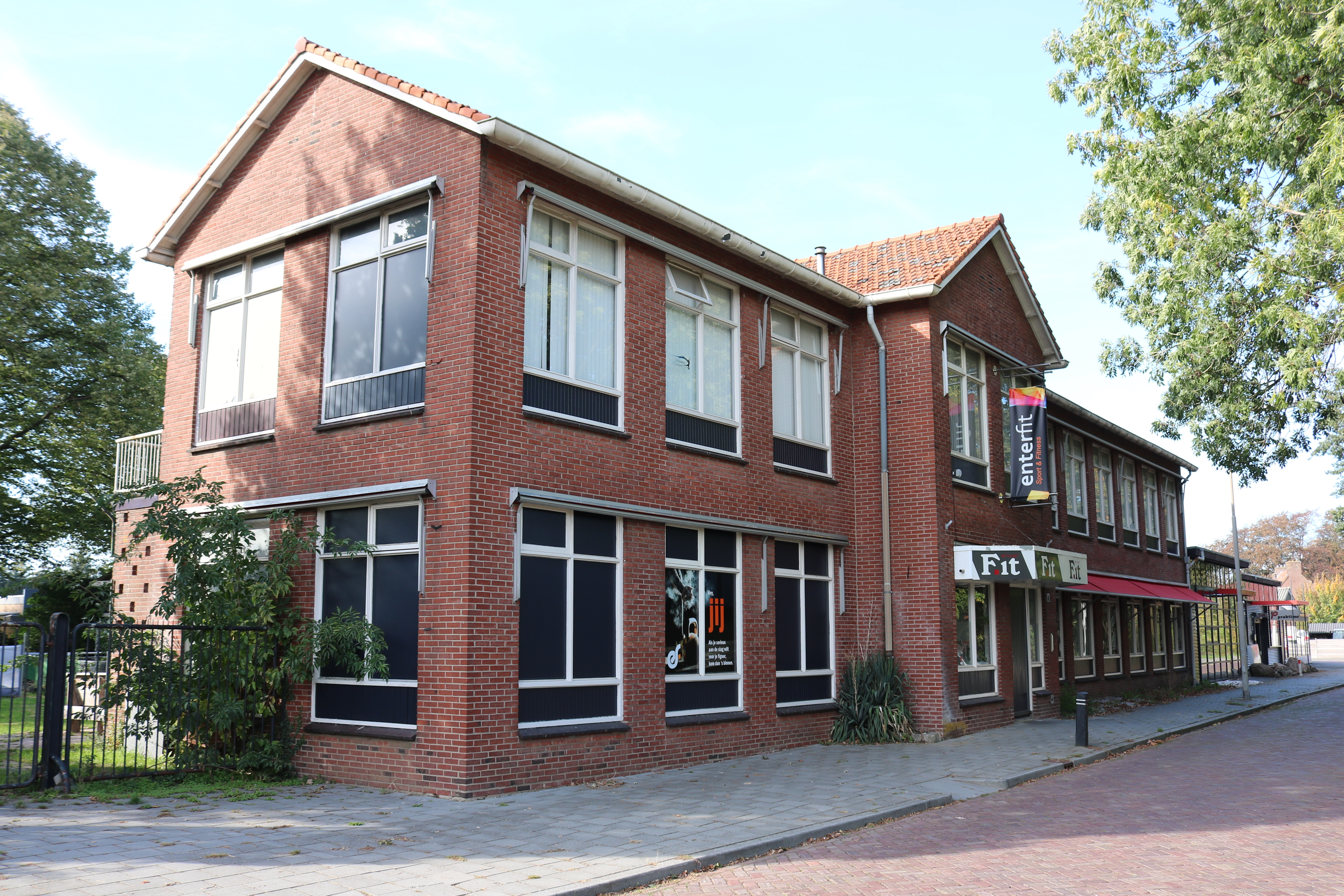
Station Enter; 2018
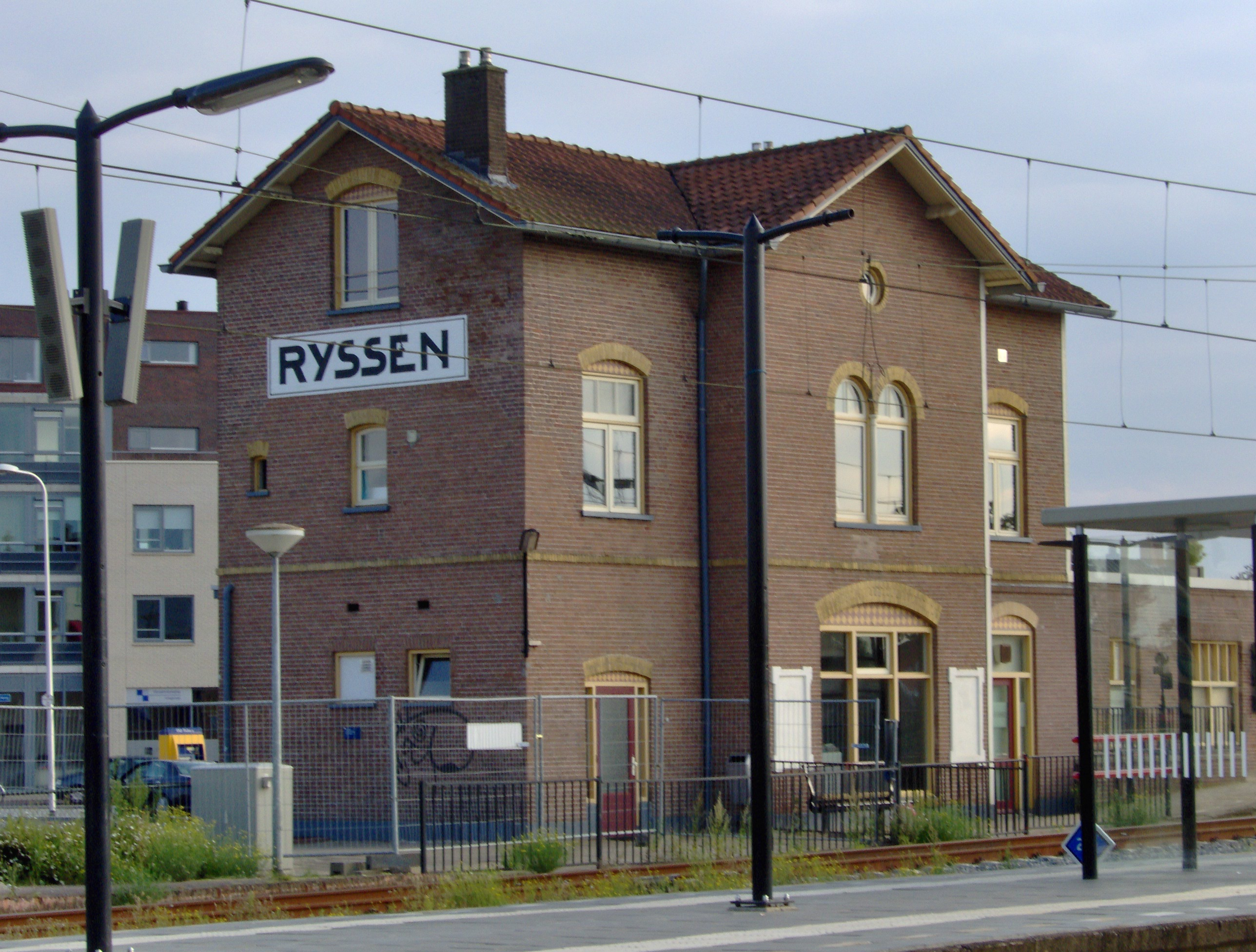
Station Rijssen; 2008